# Vélber
Vélber Augusto Pantoja Conceição, mais conhecido como Vélber (Belém, 20 de maio de 1978), é um ex-futebolista brasileiro que atuava como meia. Atualmente é atleta no Futsal e atua como Ala na Associação Esportiva Panelinha, clube da cidade de Benevides-PA.

## Carreira
Começou no Tuna Luso, onde jogou de 1997 a 2000. Chegou a atuar por empréstimo no Paraná Clube em 1997. Em 2001 foi jogar no Remo, até chegar ao Paysandu em 2002, onde foi titular, e conquistou nesse ano o Campeonato Paraense e a Copa Norte, também foi campeão da Copa dos Campeões de 2002, o maior título da história do Paysandu onde é ídolo. Em 2003 esteve em campo na maior partida da história do Paysandu, aquele 1–0 inesquecível contra o Boca Juniors em plena Bombonera, válido pela Copa Libertadores.
Foi então contratado pelo São Paulo em 2004, quando o clube paulistano pagou R$800 mil por 60% de seus direitos federativos. Vélber começou como titular, porém logo depois perdeu espaço e teve poucas oportunidades. Em 2005 venceu o Campeonato Paulista, mas no resto do ano foi apenas um mero reserva na Libertadores e acabou não indo para o Mundial de Clubes. Sem chances de jogar no São Paulo, voltou para o Nordeste, para jogar no Fortaleza em 2006, mas seis meses depois voltou para SP para jogar na Ponte Preta, aonde foi rebaixado. Em 2007 jogou no América de Rio Preto, e logo após o fim do Campeonato Paulista, retornou para a sua terra, o Pará para jogar no Remo, aonde já havia jogado uma vez em 2001. Porém foi muito mal nessa segunda passagem pelo clube.
Em 2008 foi jogar no Itumbiara de Goiás, aonde foi campeão goiano. Com as chegadas dos craques Denílson e Túlio Maravilha, Vélber perdeu espaço no clube, e então decidiu retornar ao clube em que mais se destacou na carreira, o Paysandu, mas não teve uma boa passagem por lá devido à sua lesão. Em seguida, foi contratado pelo Clube do Remo e sem destaque, transferiu-se novamente para breve passagens por América/RN, Luverdense, São Raimundo/PA, Rio Verde e Cametá/PA. No ano de 2016, o atleta retornou ao futebol para atuar pelo Paysandu Sport Club/PA em uma jogada de marketing para promover sua recuperação, uma vez que vivenciou um episódios infeliz em sua vida em que foi para prisão devido ao não pagamento de pensão alimentícia.

## Títulos
Paysandu
- Campeonato Paraense: 2002, 2009 e 2016
- Copa Norte: 2002
- Copa dos Campeões: 2002
- Copa Verde: 2016

São Paulo
- Campeonato Paulista: 2005
- Copa Libertadores da América: 2005

Itumbiara
- Campeonato Goiano: 2008